# Polo Crest
Pour les articles homonymes, voir Polo (homonymie).
Polo Crest est le deuxième parfum masculin de Polo Ralph Lauren, créé en 1991 et sorti en 1992 (1993 en Europe).

## Création
Créateur du parfum, Carlos Benaïm (IFF) réalise plusieurs essais initiaux autour d'une odeur d'herbe coupée, de cuir suédé, de volutes fumées et d'un surdosage de patchouli : « Plus jeune, lors d'un séjour en Argentine, j’avais eu la chance d'assister à des matchs et ressentir l'énergie énorme qui émane de ce spectacle avec tous ces chevaux, les hommes, le gazon qui vole dans tous les sens ». Toutefois, Ralph Lauren souhaite aller encore plus loin : « Il faut que ce soit encore plus puissant ». Et Carlos Benaïm de conclure : « On augmentait les doses encore et encore. La veille du lancement, il trouvait que ce n'était pas assez puissant. Et pourtant, c'était déjà tellement hors norme ». 
Le parfum fait partie de la famille « chypré vert ». Le départ est une alliance de thym, de coriandre, de basilic et d'armoise pour qu'il soit tonique et vert. Le cœur est épicé grâce à un accord de camomille, de piment, de clou de girofle et de cumin. Le fond, élégant et dynamique comme l'allure anglo-saxonne que veut proposer Ralph Lauren, est composé de mousse de chêne, de tabac, de vétiver et de patchouli.

## Succès
Deuxième parfum de Ralph Lauren, Polo Crest est sorti la même année que Lauren, son équivalent féminin, ce qui était novateur à l'époque. Carlos Benaïm note que Polo a fait bouger les lignes des parfumeries new-yorkaises, où l'on ne vendait jusque-là souvent que de l'eau de toilette : « Jusqu'à l'arrivée de Polo qui, en quelques années, a cassé les codes avec ses accords très marqués et persistants, son cœur puissant, presque âcre, et son sillage viril, rugueux qui signe une vraie présence ». Il devient ainsi l'un des parfums les plus vendus du pays. 
Il ajoute, deux ans après la sortie du parfum : « Polo Crest, c'est le parfum "Put me on the map" par excellence. À peine senti et déjà il fait partie du paysage ».

## Publicité
Créé par Ralph Lauren et Ben Kotyuk, le flacon, d'un vert translucide et orné du logo de la marque, est inspiré d'une bouteille de whisky. Son nom est issu du sport éponyme, le polo, prisé par la bourgeoisie de l'Est américain. Pour Guillaume de Lesquen, directeur général international des parfums Ralph Lauren, « le polo est un sport éminemment difficile, voire agressif et, de plus, très onéreux. Derrière, c'est aussi l'image d'une élégance virile, du gentleman, du country club ». Le parfum est ainsi créé dans une ambiance particulière : « Health, wealth, success & hapiness (santé, fortune, réussite et bonheur, NDLR), ce sont les valeurs de l'American way of life de ce début des années 1980. L'élection de Reagan va bientôt marquer l'histoire ; les États-Unis rayonnent sur le monde, tous les regards sont braqués sur Big Apple ». Pour Ralph Lauren, « Cette fragrance correspond tellement à l'état d'esprit de ce pays, ce caractère direct et franc. Vous savez tout de suite ce qu'il en est. À l'opposé d'un Eau sauvage, si français, qui joue sur la bergamote en préliminaires ».
En 1992, pour le lancement de Polo Crest en Europe, la marque organise une garden-party avec 250 invités et un match de polo à Saint-Mesmes (77). Le match, auquel participent notamment plusieurs membres de l'équipe de France de polo ainsi que l’ambassadeur d’Équateur, est commenté par l'animateur de télévision Patrick Simpson-Jones.

## Postérité
On compte parmi les marques influencées : 
- Drakkar Noir de Guy Laroche (1982)
- Esencia pour homme de Loewe (1988)
- Boss Spirit de Hugo Boss (1989)
- Antaeus de Chanel (1989)
- Polo de Ralph Lauren (1985)
- Red for Men de Giorgio Beverly Hills (1993)